# Ur-dukuga

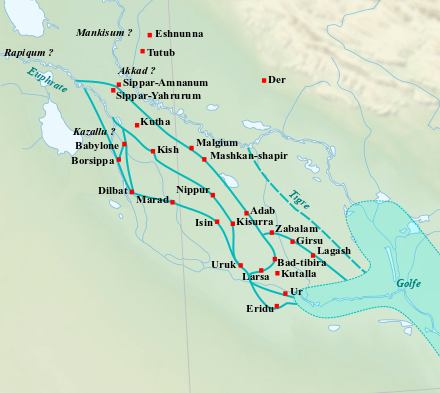
Mapa południowej Mezopotamii w okresie starobabilońskim (ok. 2000-1595 p.n.e.)

Ur-dukuga (sum. dur.du6.ku3,ga, tłum. „Sługa Świętego Pagórka”) – trzynasty, słabo znany król z I dynastii z Isin, następca Iter-piszy. Według Sumeryjskiej listy królów panować miał przez 4 lata. Lista królów Ur i Isin daje 3 lata. Jego rządy datowane są na lata ok. 1830-1828 p.n.e. (chronologia średnia).